# Chevalement de la fosse no 5 des mines de Meurchin
Le chevalement de la fosse no 5 des mines de Meurchin puis de Lens est construit en 1920 sur ce charbonnage du bassin minier du Nord-Pas-de-Calais à Billy-Berclau, dans le but de remplacer celui qui a été détruit durant la Première Guerre mondiale.
Il est inscrit aux monuments historiques le 8 novembre 2011 et sur la liste du patrimoine mondial par l'Unesco le 30 juin 2012.

## Histoire

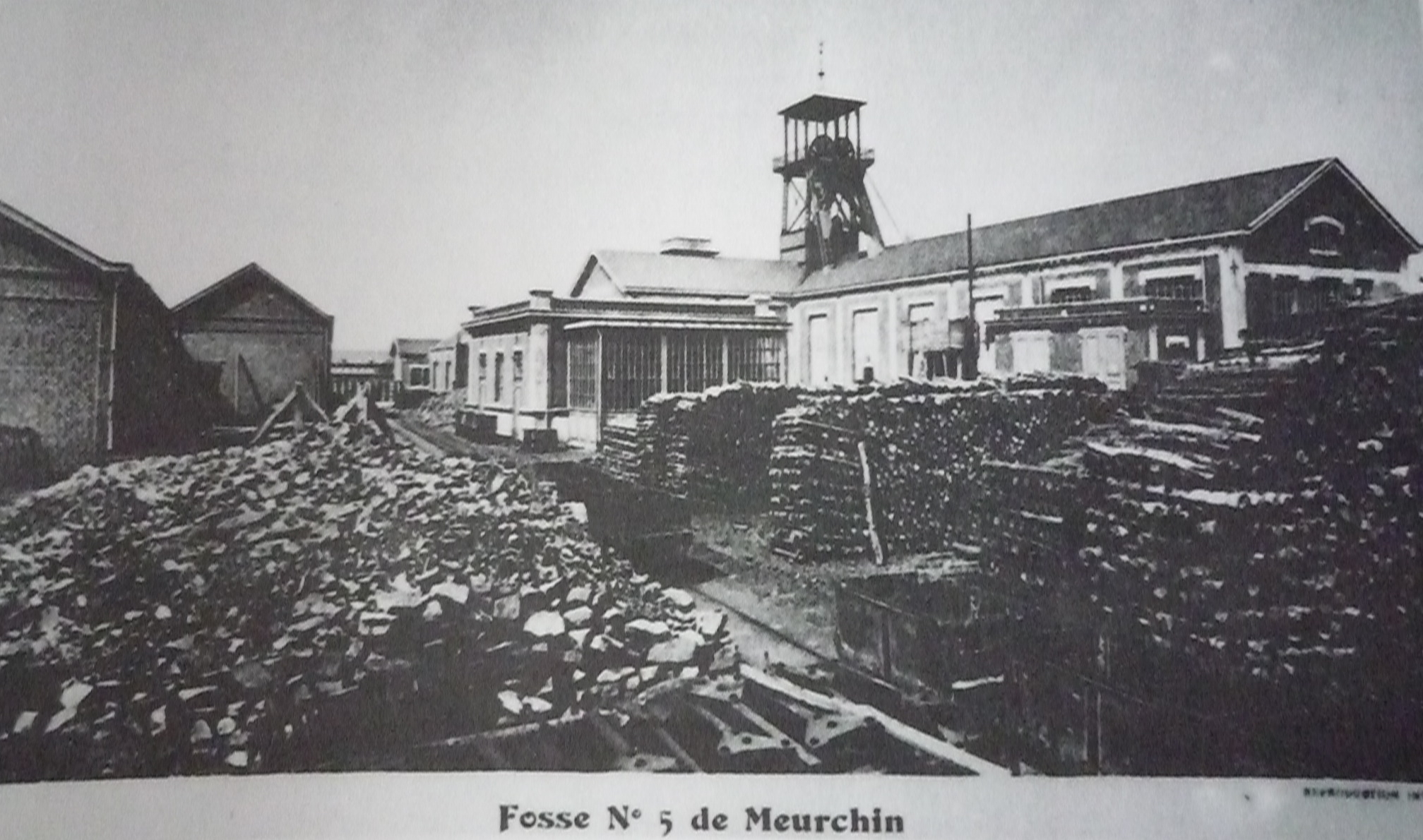
La fosse no 5 en activité.

Le fonçage du puits no 5 débute le 5 août 1904 à Billy-Berclau. La Compagnie des mines de Meurchin l'entreprend dans la partie la plus occidentale de sa concession de Meurchin.
La fosse est, comme les autres, détruite durant la Première Guerre mondiale. La Compagnie des mines de Lens rachète celle de Meurchin en 1920, et reconstruit les fosses dans son style architectural. La fosse no 5 l'est pour assurer le retour d'air de la fosse no 3 - 4.
Le puits est comblé en 1965 et la fosse ferme, mais les installations de surface sont conservées pour en faire une tour à plomb.

## Conservation
Le chevalement est inscrit aux monuments historiques le 8 novembre 2011. Il fait partie des 353 éléments répartis sur 109 sites qui ont été inscrits le 30 juin 2012 sur la liste patrimoine mondial de l'Unesco. Il constitue le site no 58.

## Architecture
Le chevalement est de type avant-carré porteur, il est constitué de poutrelles à treillis. Les bâtiments entourant le chevalement sont typique de l'architecture utilisé par la Compagnie des mines de Lens pendant l'entre-deux guerres, comme à la fosse Alfred Descamps.

Différentes vues du chevalement du puits n° 5
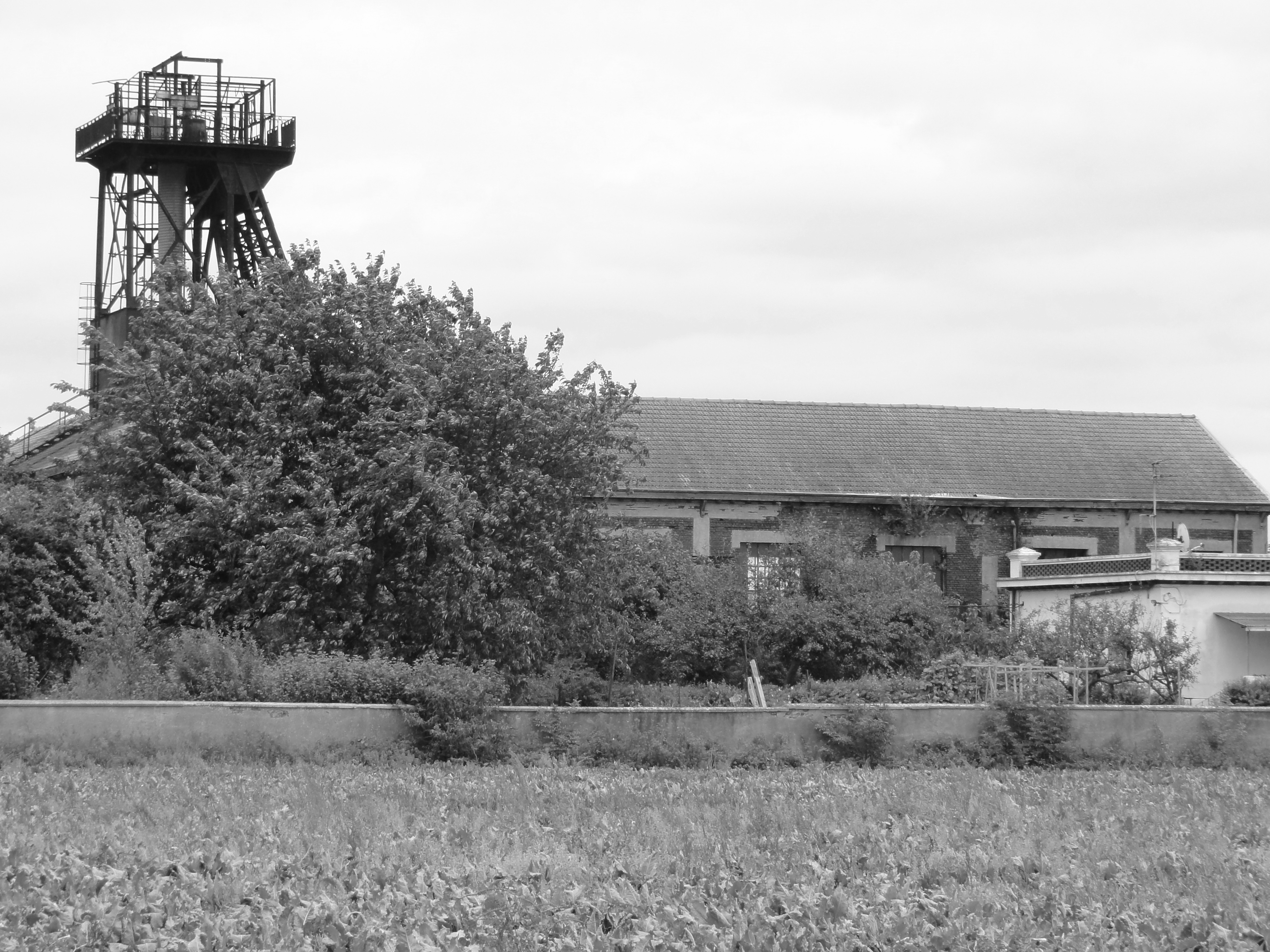
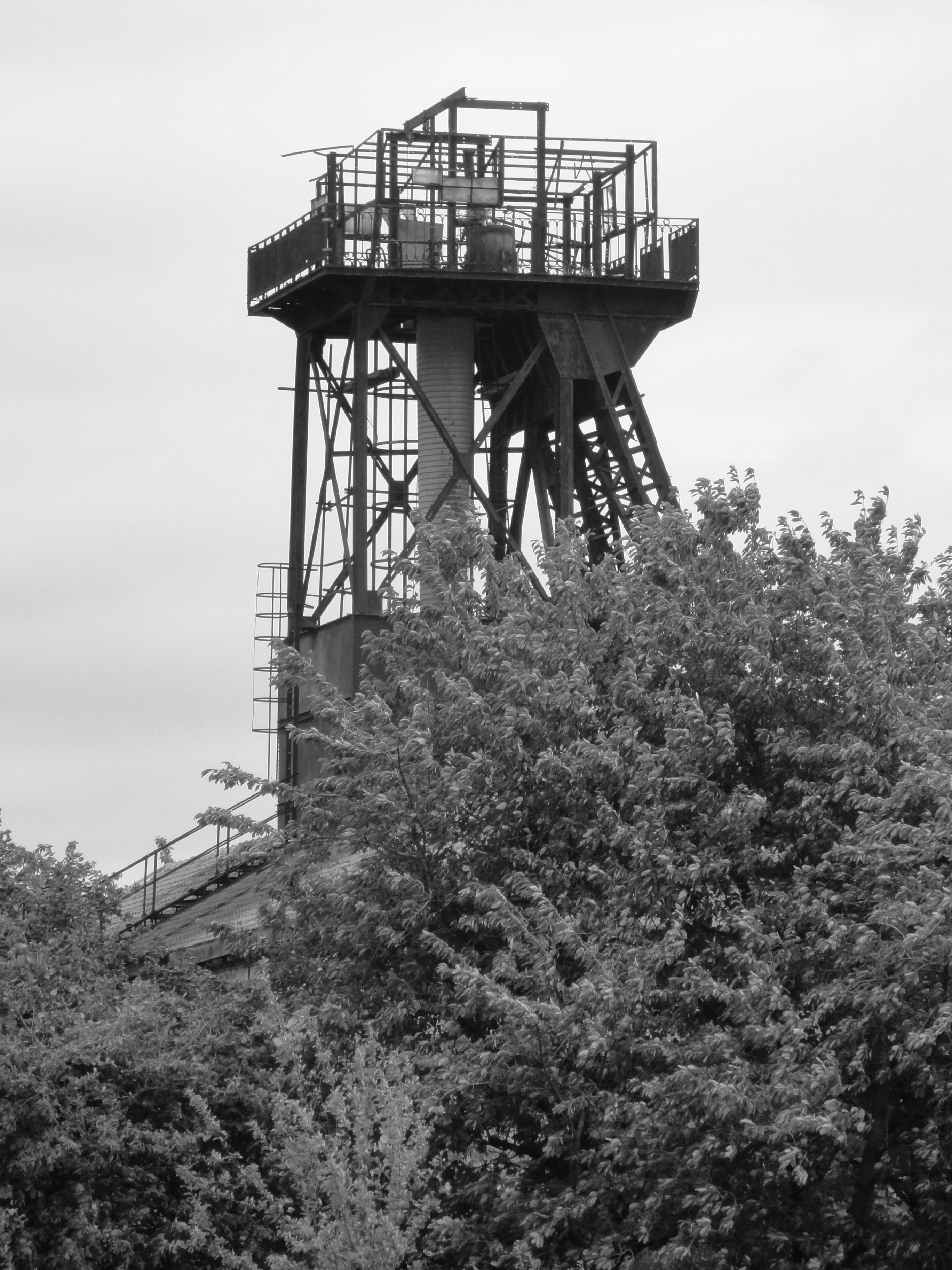
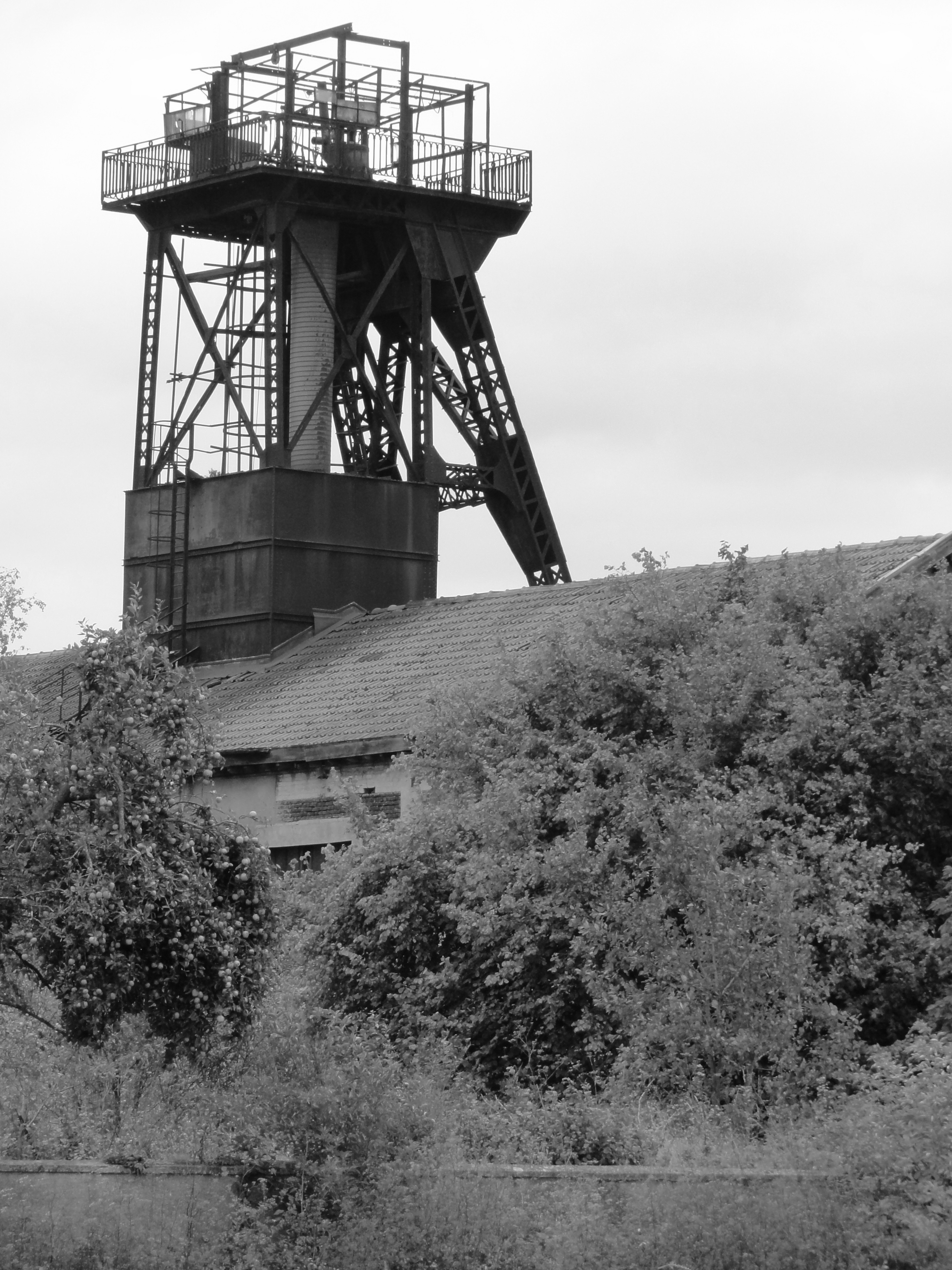
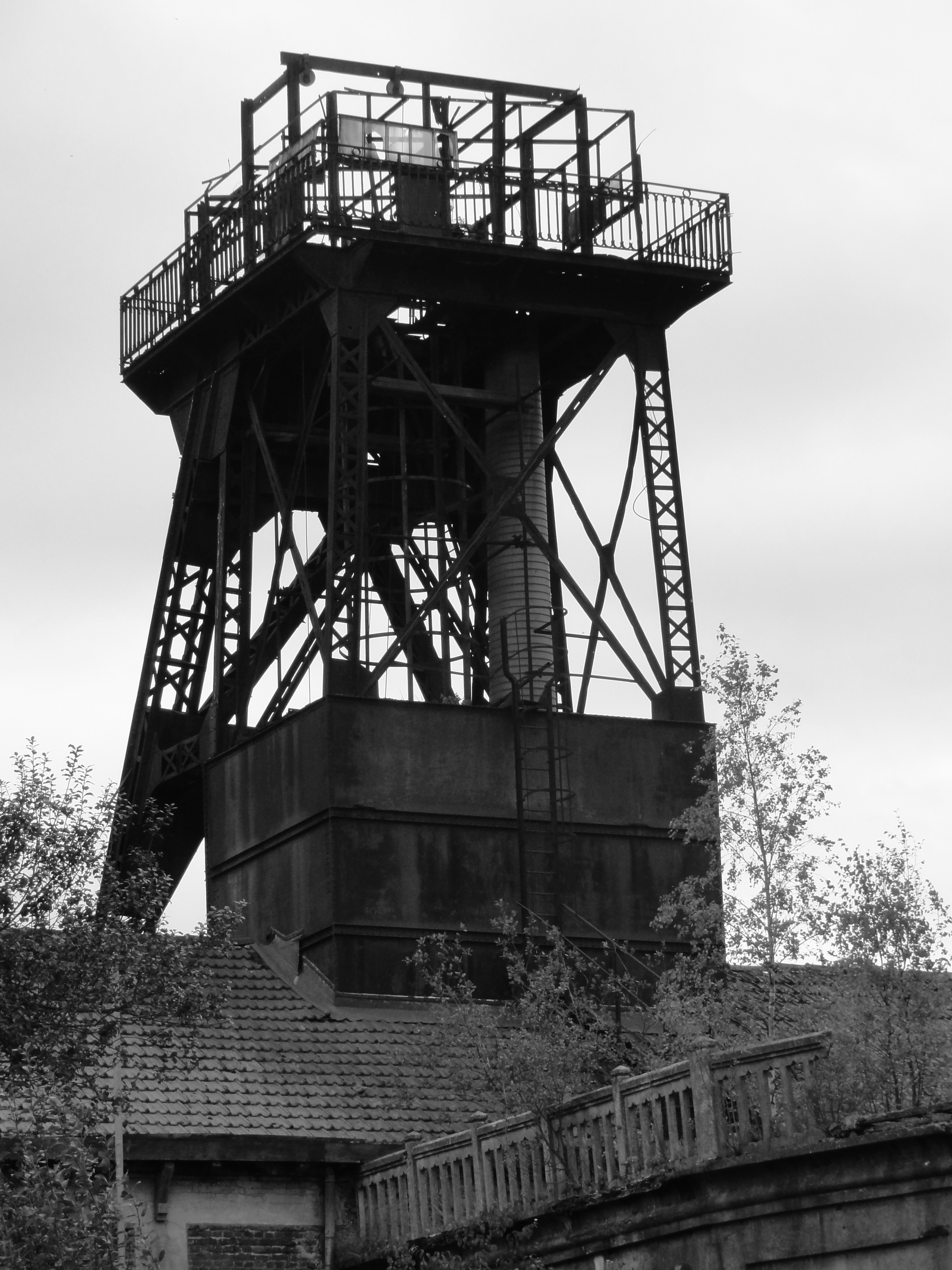
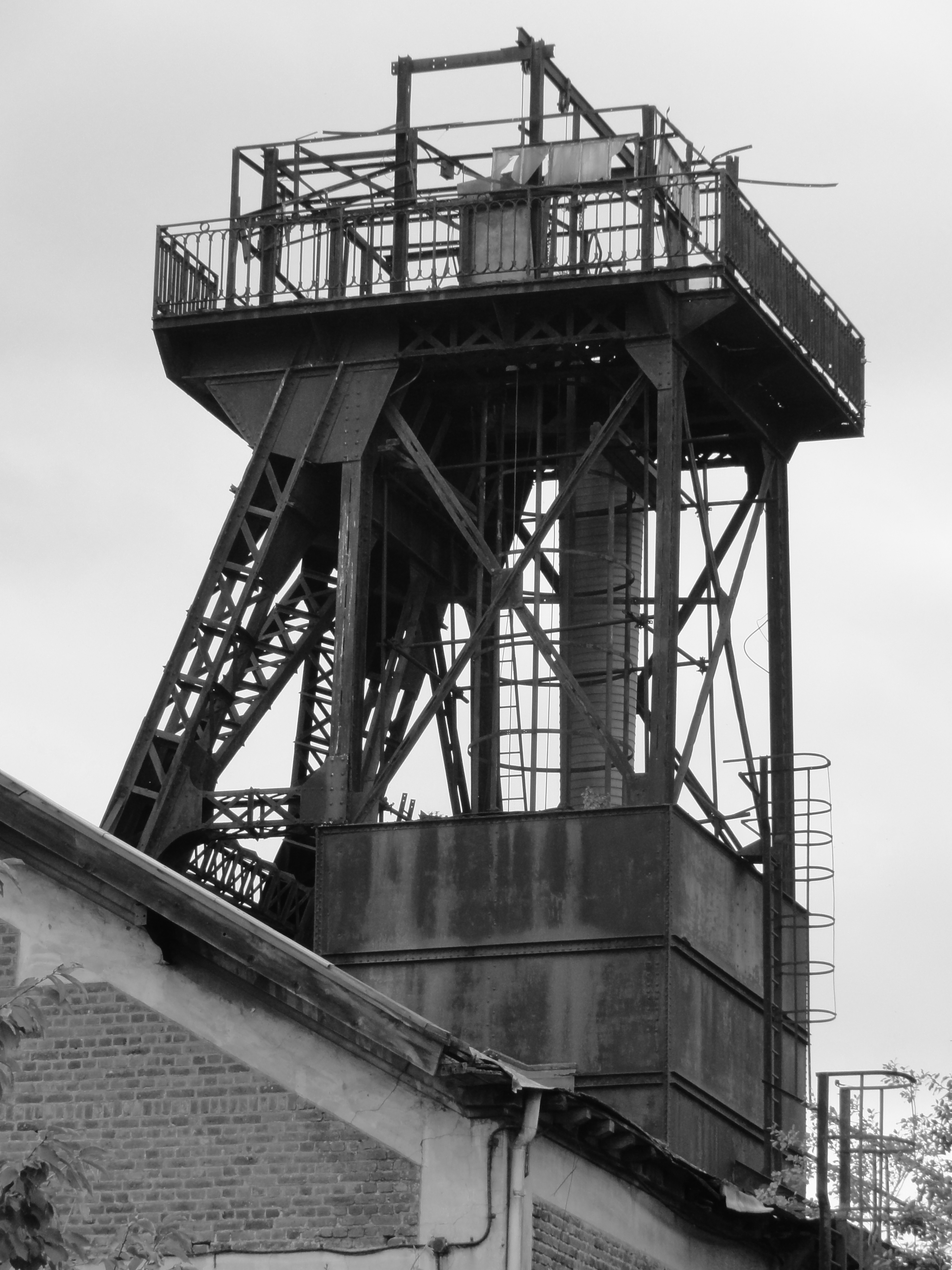